# OFFSystem
Das Owner-Free File System, kurz OFFSystem oder OFF, ist ein Open-Source-Filesharingprogramm zum Speichern und Abfragen von digitalen Daten in einem P2P-Netzwerk.
Das System gewährleistet die Glaubhafte Abstreitbarkeit eines bestimmten Datentausches seiner Benutzer, was manchmal gewünscht wird, da in Netzwerken wie z. B. Gnutella- und Gnutella2, FastTrack, Kazaa, eDonkey, BitTorrent die Benutzer inzwischen häufiger Ziel von Strafverfolgung und zivilrechtlichen Forderungen werden.

## Geschichte
2003 wurde die Entwicklung gestartet.
2006 wurde die erste Version veröffentlicht.
2010 wurde die Entwicklung eingestellt.

## Konzept
Alle Dateien im OFF-Netzwerk werden in zufällig ausgewählten („randomized“) Datenblöcken gespeichert.
Jede angebotene Datei wird vor dem Upload auf der eigenen Festplatte in etliche Einzelteile geteilt (Blöcke) und dann mit den Blöcken anderer Dateien, die nichts mit der eigentlichen Datei zu tun haben, gemischt. Dies erfolgt über eine XOR-Verknüpfung und sorgt dafür, dass die Blöcke unkenntlich gemacht werden. Zu diesem Zeitpunkt ist es nicht mehr möglich zu sehen, welcher Block zu welchen ehemals eingefügten Dateien gehört.
Jeder Teilnehmer des OFF-Netzwerks gibt je nach Bedarf eine bestimmte Menge Festplattenspeicher frei, auf welchem daraufhin die einzelnen vermischten Dateien in Form von Blöcken verteilt gespeichert werden, die jedoch nicht den Inhalt der Dateien als Klartext haben, da sie zuvor über die oben genannte XOR-Verknüpfung mit anderen willkürlich gewählten Blöcken vermischt wurden. Man speichert somit nicht die Dateien anderer oder die eingelagerte Originaldatei auf seinem Node, sondern nur zusammenhangslose Blöcke. Dies macht die Anonymität aus.
Um eine Datei herunterladen zu können, braucht man einen Schlüssel, der in Form einer URL vergeben wird. Der Client lädt sich dann verteilte Blöcke vom Korb-Speicher (englisch: „Bucket“) der ausgewählten Nodes und setzt sie wieder zu einer kompletten Datei zusammen. Weil die Kleinteile mehrdeutig sind und als Kombination mehrerer Dateien oder Kleinteile entstehen, kann man keinerlei Rückschlüsse von den vorhandenen gespeicherten Daten an sich auf die ursprünglichen Dateien ziehen.
Das einzige Element, das die Zuordnung erlaubt, ist die URL der hochgeladenen Dateien. Diese sind jedoch durch die Bereitstellung der Keys über die Suche vollkommen optional („protected“). Es müssen einfach nur die URLs über andere Kanäle wie z. B. RetroShare anonym ausgetauscht werden.
Das Owner Free Filesystem verfolgt dasselbe Ziel wie das Freenet-Projekt, ist jedoch einfacher zu bedienen mit optimierter Geschwindigkeit und daher so schnell wie BitTorrent oder eMule.
Es scheint, dass das OFFSystem z. Zt. nicht mehr weiterentwickelt wird. Das letzte Release ist vom 28. Januar 2010. Auch sind zwischenzeitlich alle "Startnodes" offline und somit findet der Client keine anderen Nodes mehr.